# Ignacio Azúa
Ignacio Camilo Azúa Miranda (Santiago, Chile; 23 de junio de 1998) es un futbolista chileno, se desempeña como portero en Aguará de la Tercera División B de Chile.

## Trayectoria
Producto de las inferiores de Universidad de Chile, donde llegó a los 11 años, fue tercer arquero del equipo profesional durante el año 2018, siendo dejado libre en diciembre de ese año.
Tras dejar a los azules, Azúa tuvo pasos por Lautaro de Buin, Deportes Santa Cruz e Independiente de Cauquenes, hasta ser presentado el año 2022 como refuerzo de San Marcos de Arica. Tras una temporada de inactividad, en marzo de 2024 es anunciado como refuerzo de Aguará de la Tercera B de Chile.

## Selección nacional

### Selecciones menores
Fue citado por el DT Miguel Ponce, para disputar la Copa del Mundo Sub-17 2015, siendo suplente en los 4 partidos, que jugó Chile en ese certamen y precisamente, Chile llegó hasta los octavos de final, donde fue eliminado por su similar de México.

#### Participaciones en Mundiales
| Competencia                | Sede  | Resultado        | PJ | Goles | Media goleadora |
| -------------------------- | ----- | ---------------- | -- | ----- | --------------- |
| Copa del Mundo Sub-17 2015 | Chile | Octavos de final | 0  | 0     | 0.0             |

## Clubes
| Club                       | País  | Año       |
| -------------------------- | ----- | --------- |
| Universidad de Chile       | Chile | 2017-2018 |
| Lautaro de Buin            | Chile | 2019      |
| Deportes Santa Cruz        | Chile | 2020      |
| Independiente de Cauquenes | Chile | 2021      |
| San Marcos de Arica        | Chile | 2022      |
| Aguará                     | Chile | 2024-Act. |

## Palmarés

### Campeonatos nacionales
| Título             | Club                | País  | Año  |
| ------------------ | ------------------- | ----- | ---- |
| Segunda División   | San Marcos de Arica | Chile | 2022 |
| Tercera División B | Aguará              | Chile | 2024 |